# 吴著
吳著（？—前157年），中國西漢吳氏長沙國第五代王，長沙共王吳右長子。汉文帝二年（前178年）襲位，在位二十一年，汉文帝后七年（前157年）逝世，諡靖王，无后，国除。吴著墓位于今湖南省长沙市。
漢高祖推行消滅異姓王政策，只有吳著的先人吳臣因勢力狹小勉強得以倖存，吳著的死象徵着西汉最后一个异姓藩國也滅亡了。

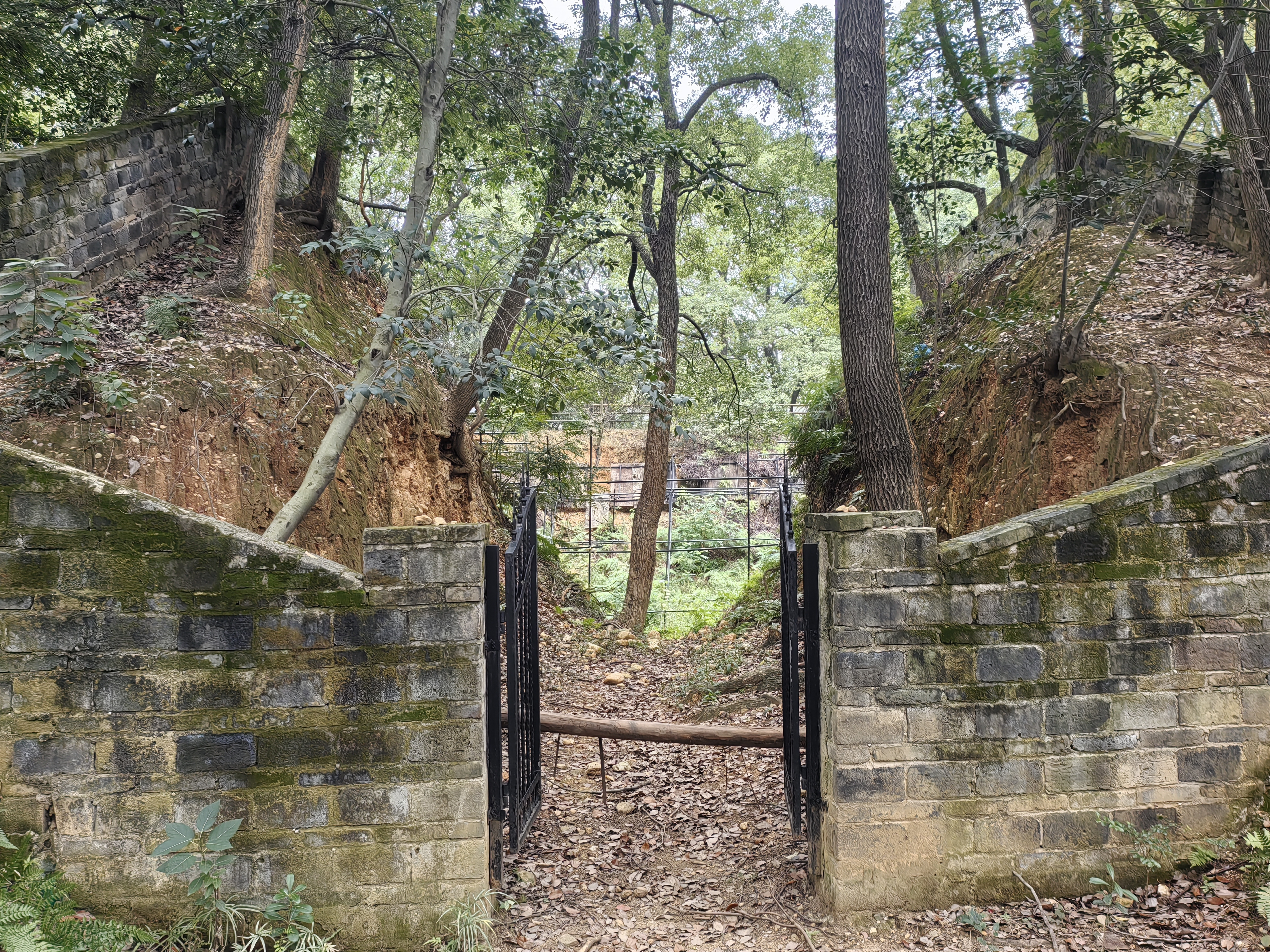
吴著墓

| 前任： 吳右 | 長沙王 前178年－前157年 | 继任： 国除 两年后复置：刘发 |